# Танова Катерина
Танова Катерина (27 березня 1930 — 30 березня 2020) — тувинська поетеса, прозаїк, драматург, перекладачка, кандидат історичних наук, заслужений письменник Туви, Народний письменник Туви.
Народилася 27 березня 1930 року в містечку Кара-Чираа Тувинської Народної Республіки. Закінчила Кизилську школу № 2, Абаканський учительський інститут (1952), факультет журналістики Вищої партійної школи при ЦК КПРС, аспірантуру МДУ ім. М. Ломоносова. Викладала в школі, була завучем, секретарем комітету комсомолу педагогічного училища, завідуючою відділом газети «Тиванин анияктари», співробітником тувинського радіо, заступником голови радіотелекомітета Тувинської АРСР, директором тувинського музично-драматичного театру, викладачем Кизилського державного педагогічного інституту, деканом факультету початкової освіти КГПІ, літературним співробітником газет «Тиванин анияктари», «Шин», «Тива республіка».